# (4926) Smoktunovskij
(4926) Smoktunovskij es un asteroide perteneciente al cinturón de asteroides, descubierto el 16 de septiembre de 1982 por la astrónoma soviética Liudmila Chernyj desde el Observatorio Astrofísico de Crimea (República de Crimea), Rusia).

## Designación y nombre
Designado provisionalmente como 1982 ST6. Fue nombrado Smoktunovskij en honor a la escenógrafo y actor ruso Innokenti Smoktunovski.